# Football Club United of Manchester
O Football Club United of Manchester é um clube de futebol inglês fundado em 2005.
Como o nome sugere, foi criado em função do Manchester United. Naquele ano, os Red Devils foram vendidos para o empresário estadunidense Malcolm Glazer, o que revoltou parte da torcida do clube. Estes torcedores resolveram então fundar um novo clube. A ideia não era nova na Inglaterra: um ano antes, o tradicional time londrino do Wimbledon mudara-se para a cidade de Milton Keynes, tornando-se o Milton Keynes Dons. Torcedores inconformados criaram então um novo Wimbledon em Londres.
Inicialmente, a equipe destes torcedores do United chamaria-se justamente Football Club United, mas o nome foi vetado pela pela Associação Inglesa de Futebol por ser genérico demais - a palavra United é usada para variados times britânicos.
Quatro outros nomes foram então pensados para uma votação: além do escolhido, as outras três opções eram Newton Heath United Football Club, referente ao Newton Heath, nome anterior do Manchester United - Association Football Club Manchester 1878 - , referente ao ano de fundação do embrião do clube; e Manchester Central Football Club - referente a um clube homônimo que existiu na cidade no final dos anos 20 e início dos anos 30, fundado também por torcedores descontentes - naquela ocasião, os do Manchester City.
O uniforme principal adotado é o mesmo do Man Utd: camisa vermelha, calção branco e meias pretas. A alcunha que pegou foi o de Red Rebels ("Rebeldes Vermelhos"), paródia de Red Devils ("Diabos Vermelhos"), como o Manchester United é conhecido. Outros apelidos são FCUoM, FCUM ou simplesmente United.
O clube foi aceito profissionalmente pela Liga Inglesa para a temporada 2006/07, tendo podido estrear na anterior se não tivesse perdido o prazo. Começou no equivalente à nona divisão, obtendo sucesso em suas duas primeiras temporadas, conquistou dois acessos seguidos em ambas, estando atualmente na divisão superior da Northern Premier League, que equivale à sexta divisão inglesa.
Até 2015, o clube não possuía estádio próprio para realizar seus jogos como mandante, utilizando o estádio de Gigg Lane, dividindo-o com o Bury, da homônima cidade vizinha que pertence à Grande Manchester - atualmente, usa o Broadhurst Park (4.400 lugares) para as partidas como mandante. As suas cores são as mesmas do Man Utd (vermelho-escuro e branco).

## Elenco
24 de março de 2022

Nota: Bandeiras indicam equipe nacional, conforme definido pelas regras de elegibilidade da FIFA. Os jogadores podem ter mais de uma nacionalidade não-FIFA.
| N.º |            | Posição | Jogador                        |
| --- | ---------- | ------- | ------------------------------ |
|     | Inglaterra | G       | Ryan Hamer                     |
|     | Inglaterra | G       | Dan Lavercombe                 |
|     | Inglaterra | D       | Josh Askew                     |
|     | Inglaterra | D       | Curtis Jones                   |
|     | Inglaterra | D       | Jack Godden                    |
|     | Inglaterra | D       | Silas Itotayagbon              |
|     | Inglaterra | D       | Aaron Morris                   |
|     | Inglaterra | D       | Jorge Sikora                   |
|     | Inglaterra | D       | Aaron Morris                   |
|     | Inglaterra | M       | Michael Donohue (vice-capitão) |
|     | Inglaterra | M       | Paul Ennis                     |

| N.º |            | Posição | Jogador                                      |
| --- | ---------- | ------- | -------------------------------------------- |
|     | Escócia    | M       | Josh Galloway (emprestado pelo Leeds United) |
|     | Inglaterra | M       | Luke Griffiths                               |
|     | Inglaterra | M       | Jayden Major                                 |
|     | Inglaterra | M       | Harry McGee (emprestado do Wigan Athletic)   |
|     | Inglaterra | M       | Michael Potts (capitão)                      |
|     | Inglaterra | M       | Jonathan Smith                               |
| –   | Inglaterra | M       | Chris Taylor                                 |
|     | Inglaterra | A       | Ewan Bange (emprestado pelo Blackpool)       |
|     | Inglaterra | A       | Joe Duckworth                                |
|     | Inglaterra | A       | Regan Linney                                 |
|     | Inglaterra | A       | Ali Waddecar                                 |